# Acrocinus longimanus
Acrocinus longimanus là một loài bọ cánh cứng trong họ Cerambycidae.
Đây là loài bản địa châu Mỹ. châu Mỹ, đặc biệt là từ phía nam Mexico đến Brazil ở Nam Mỹ. Loài bọ cánh cứng sừng dài này ăn nhựa cây.

## Hình ảnh

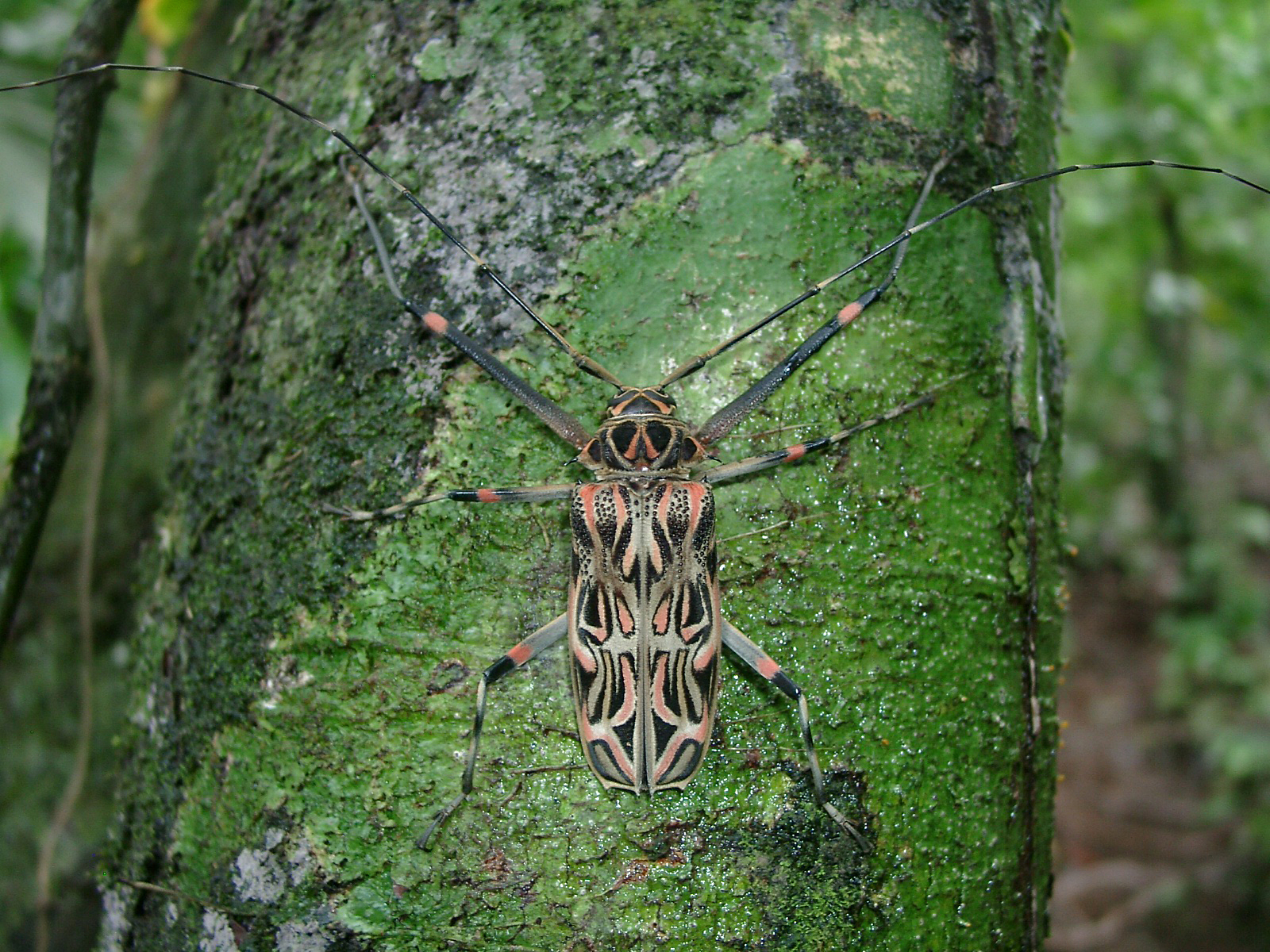
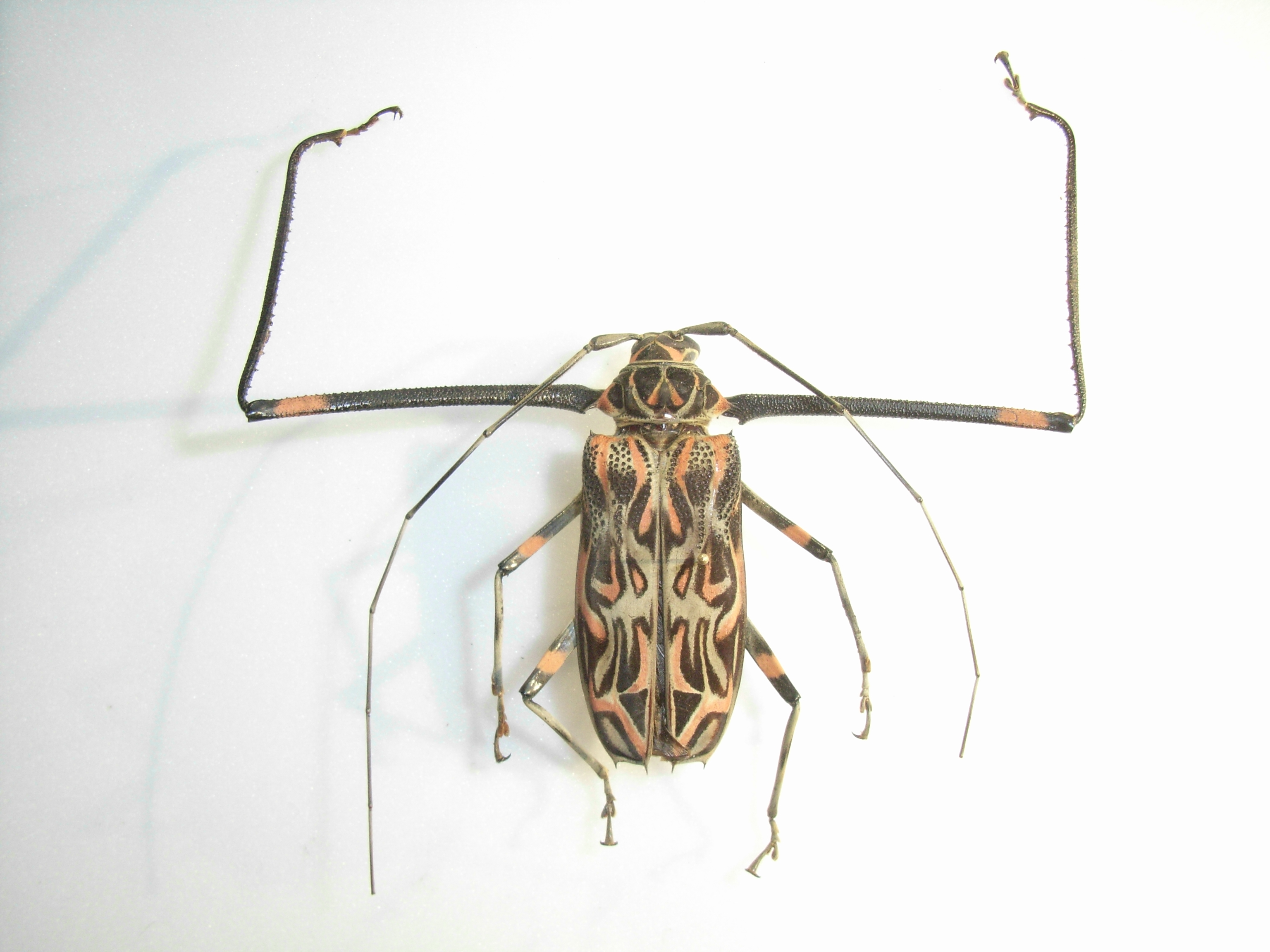
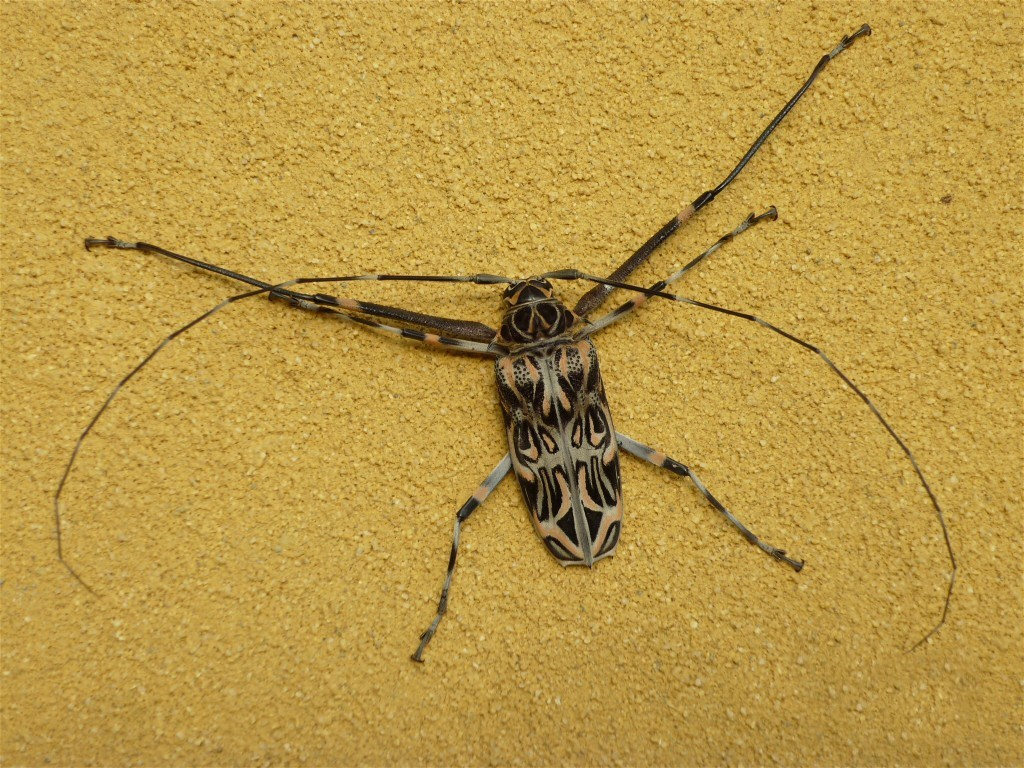
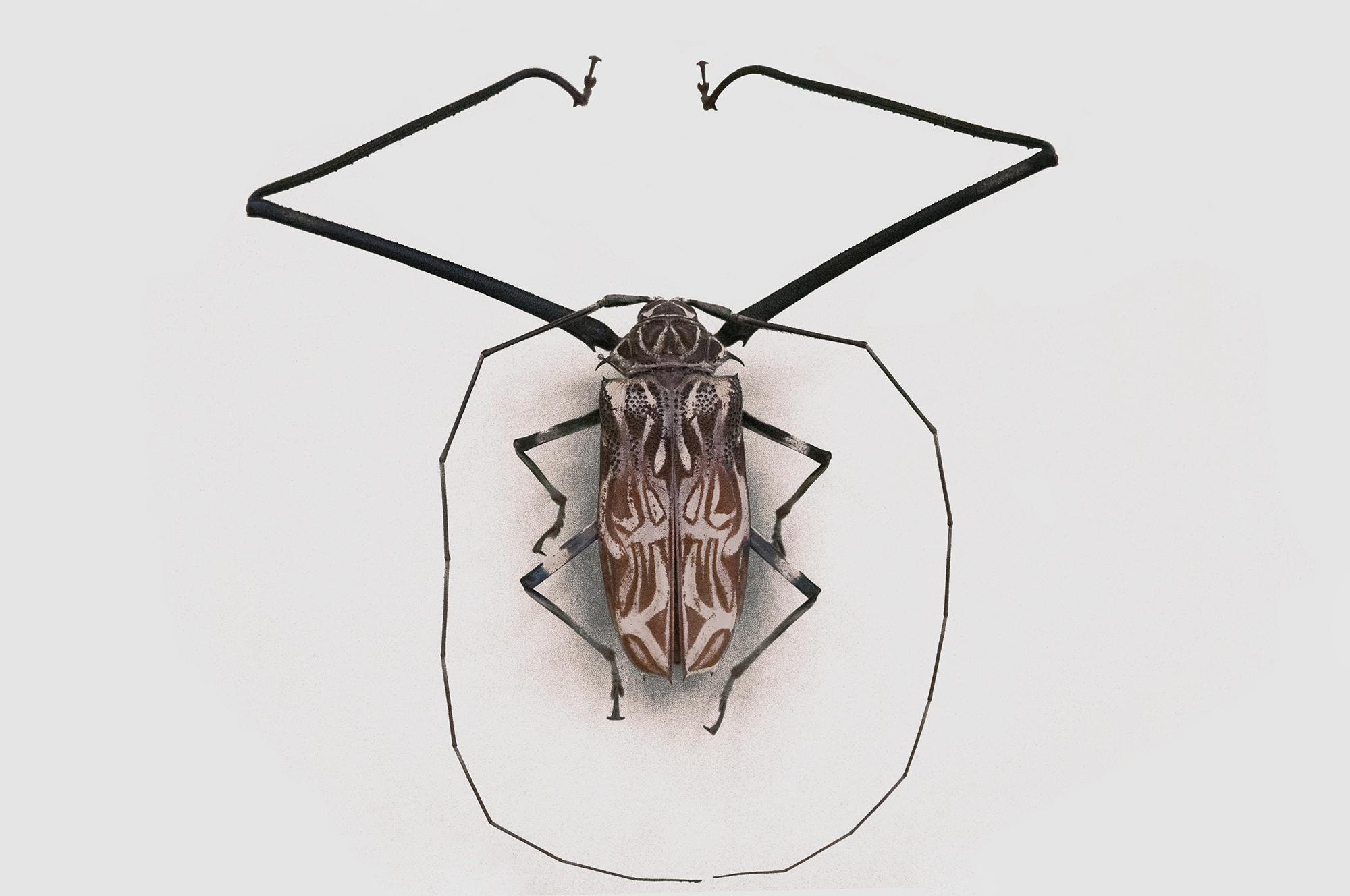
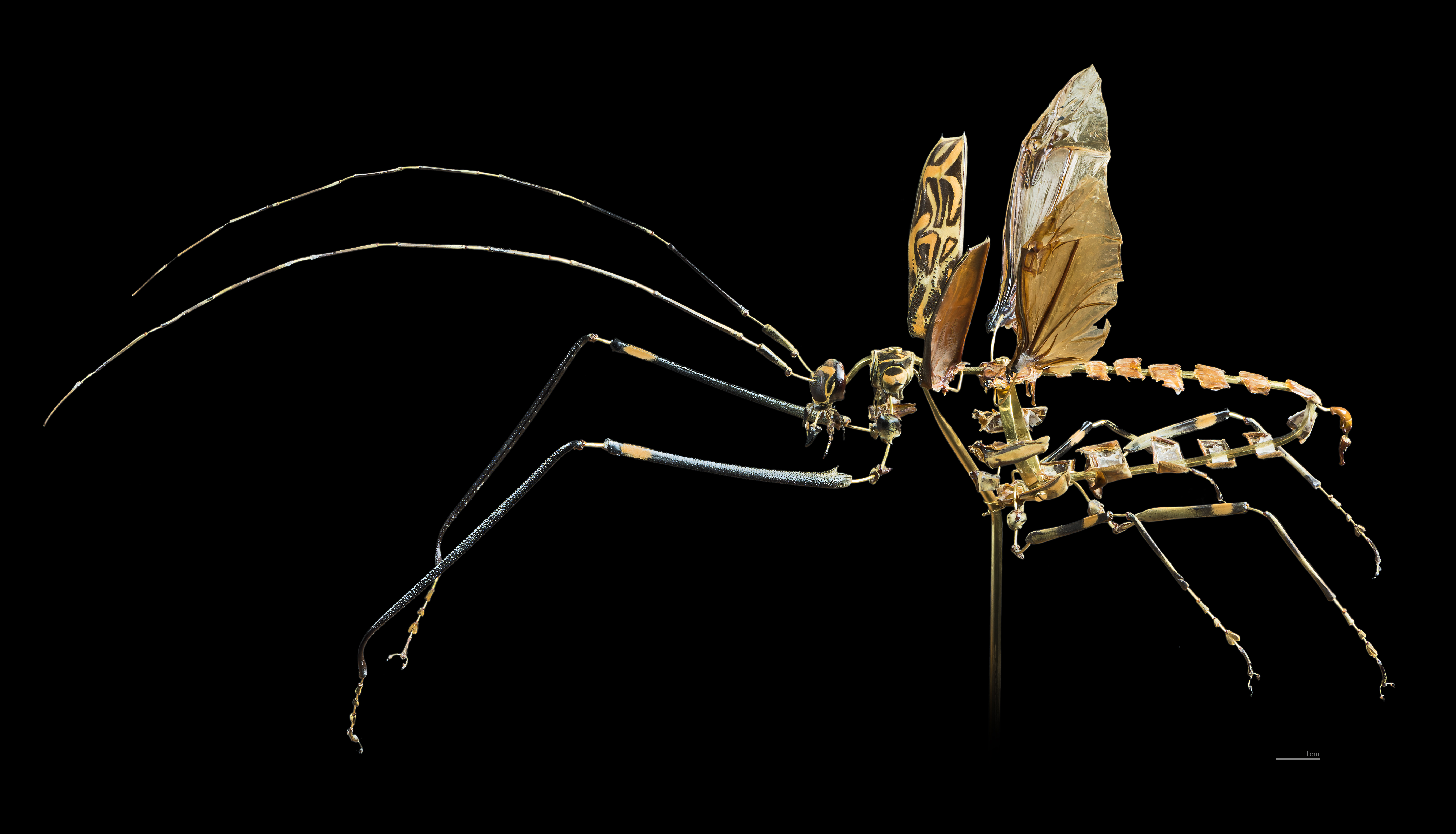